# Soinne
Pour l’article ayant un titre homophone, voir Swan.
Soinne est un hameau belge de la section de Celles, situé dans la commune de Houyet, dans la province de Namur.

## Situation
Soinne est un hameau situé à la limite sud du Condroz, sur un tige (altitude de 275 m), entre Celles, Grande-Trussogne, Lavis et Payenne. Ce hameau se trouve à environ 150 m à l'ouest de la route nationale 94 et au sud du carrefour des Quatre Tilleuls.

## Patrimoine
Ce hameau est composé de quelques anciennes fermettes bâties en pierre calcaire du Condroz constituant un habitat rural homogène.  
La ferme de Soinne est un ensemble de trois anciens bâtiments en pierre calcaire non accolés et disposés en U autour d'une cour partiellement pavée et herbeuse. Le corps de logis, flanqué d'étables latérales et daté vraisemblablement de 1891, est reconstruit en ayant conservé des traces d'un logis précédent érigé du début du XVIIIe siècle. Une pittoresque mare d'environ 700 m2 se situe le long de la route et à l'arrière de l'étable bâtie à l'ouest. L'exploitation agricole est toujours en activité.

## Source et lien externe
Inventaire Régional du patrimoine